# Мелкадзе, Леван
Леван Мелкадзе (груз. ლევან მელქაძე; 12 декабря 1979, Тбилиси) — грузинский футболист, нападающий. Выступал за национальную сборную Грузии. Лучший бомбардир чемпионата Грузии 2004/05.

## Биография

### Клубная карьера
Начал выступать на взрослом уровне в сезоне 1997/98 в составе тбилисского ТГУ в высшей лиге Грузии. Позднее выступал за тбилисские «Динамо» и «Мерани». В составе «Динамо» в сезоне 1998/99 стал чемпионом Грузии.
В ходе сезона 1999/00 перешёл в клуб «ВИТ Джорджия», в котором провёл следующие четыре сезона. В сезонах 2000/01 (14 голов) и 2002/03 (21 гол) занимал вторые места в споре бомбардиров чемпионата. В 2001 году отдавался в краткосрочную аренду в итальянскую «Сиену», в составе которой сыграл один матч в Кубке Италии.
В 2003 году вернулся в тбилисское «Динамо» и выступал за него следующие три сезона. В сезоне 2004/05 стал чемпионом Грузии и лучшим бомбардиром чемпионата с 27 голами.
В 2006 году перешёл в норвежскую «Волеренгу», но сыграл за неё только один матч в чемпионате Норвегии — 9 апреля 2006 года против «Одд Гренланда». Также принял участие в одном матче Кубка Норвегии — 10 мая 2006 года против клуба «Станге» (8:1) и сделал в нём хет-трик.
В 2007 году перешёл в казахстанский клуб «Шахтёр» (Караганда), в его составе стал бронзовым призёром чемпионата Казахстана и лучшим бомбардиром клуба с 8 голами. В начале следующего сезона сыграл за «Шахтёр» только один кубковый матч и покинул команду.
С 2008 года играл на родине за клубы «Зестафони», «Сиони» и «Спартак-Цхинвали». В 2012 году завершил профессиональную карьеру.
Всего в высшей лиге Грузии забил более 90 голов.

### Карьера в сборной
Дебютный матч за национальную сборную Грузии сыграл 24 апреля 2001 года против Израиля, выйдя на замену на 90-й минуте вместо Арчила Арвеладзе. В 2001 году принял участие в двух матчах, затем три года не играл за сборную. В феврале 2004 года вернулся в команду и принял участие в трёх матчах международного турнира на Кипре. Всего на счету Мелкадзе 5 матчей за сборную, голов не забивал.

## Достижения
- Чемпион Грузии: 1998/99, 2004/05
- Обладатель Кубка Грузии: 2003/04
- Лучший бомбардир чемпионата Грузии: 2004/05 (27 голов)